# Rolls-Royce Dart
Rolls-Royce RB.53 Dart je britský turbovrtulový motor vyráběný firmou Rolls-Royce Limited. Jeho první rozběh se uskutečnil v roce 1946 a v roce 1948 poháněl při prvním letu dopravní letoun Vickers Viscount. Tím se stal v roce 1950 zároveň prvním turbovrtulovým motorem, který sloužil u aerolinií (British European Airways - BEA). 29. července 1948 se stal let mezi Northoltem a Paříží – Le Bourget se 14 cestujícími na palubě s letounem Viscount poháněným motorem Dart první linkou, kterou zabezpečoval letoun s turbínovým pohonem.
Ještě v roce 1987, kdy poslední stroje Fokker F27 Friendship a Hawker Siddeley HS 748 sjížděly z výrobní linky, byl Dart ve výrobě. V souladu se zvykem společnosti pro pojmenování plynových turbín po řekách byl tento turbovrtulový motor pojmenováný po řece Dart.
Dart byl navržen v roce 1946 s dvoustupňovým odstředivým kompresorem týmem vedeným Lionelem Haworthem. První motor Dart poskytoval výkon 890 shp a zálet byl proveden v nose upraveného letounu Avro Lancaster v říjnu 1947. 
Pozdější motory Dart dosahovaly výkonu 3,245 ehp a ve výrobě zůstaly do roku 1987. Vyrobeno bylo asi 7 100 kusů, které nalétaly 170 milionů letových hodin.

## Specifikace (Dart RDa.7)

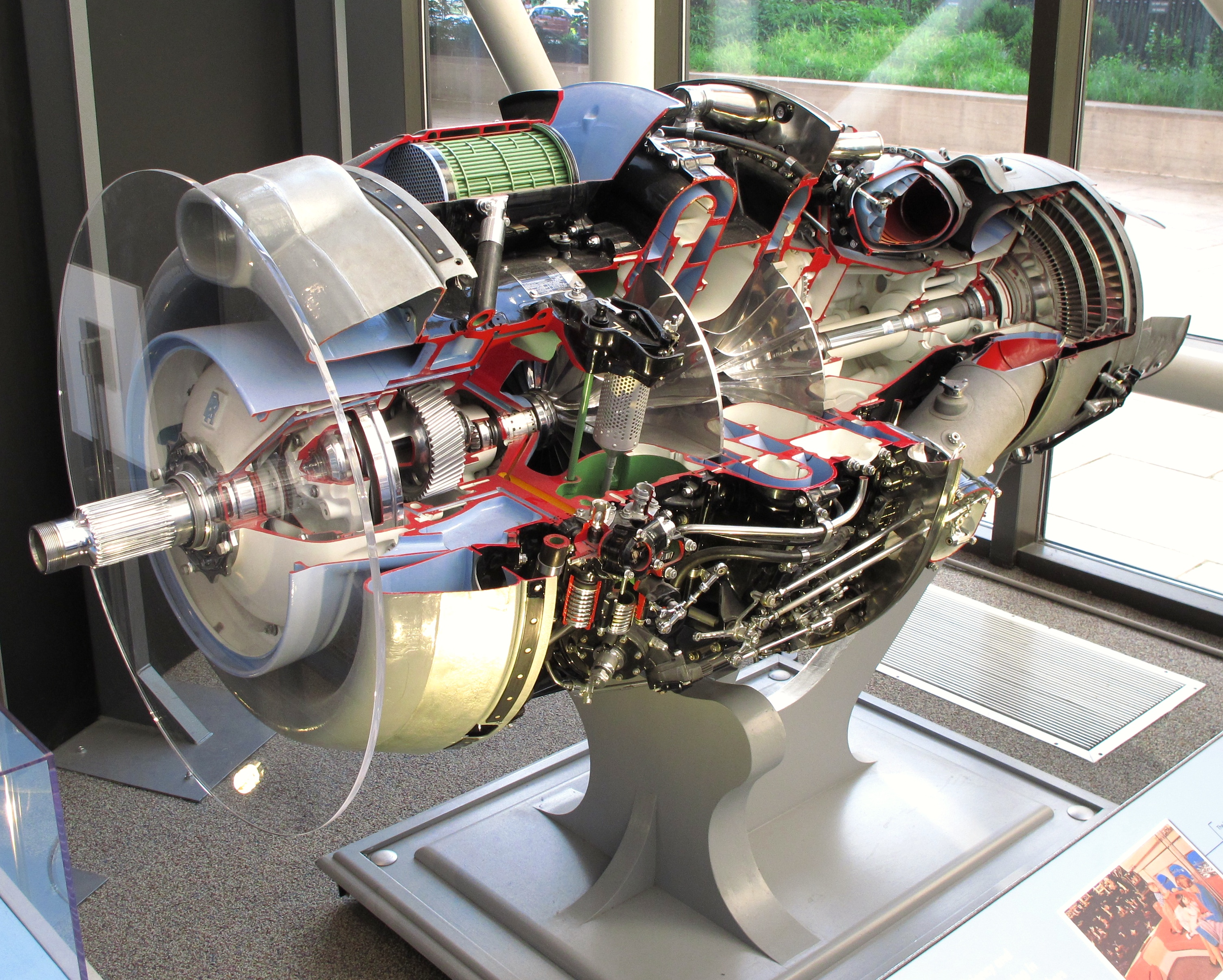
Rolls-Royce Dart v řezu

### Technické údaje
- Typ: Turbovrtulový motor
- Průměr: 962,6 mm
- Délka: 2 479 mm
- Hmotnost suchého motoru: 547,4 kg
- Palivo: letecký petrolej
- Mazání: tlakové, oběžné, s integrální olejovou nádrží o objemu 25 pt (cca 14,20 litru)

- Kompresor: dvoustupňový odstředivý
- Spalovací komory: sedm přímoproudých trubkových
- Turbína: třístupňová axiální

### Výkony
- Maximální výkon: 1,815 ehp (ekvivalentní výkon 1 353,4 kW) při 15 000 ot./min
- Výkon na hřídeli: 1,630 ehp (1 215,5 kW) při 15 000 ot./min
- Celkový poměr stlačení: 5,62:1
- Hltnost vzduchu: 10,659 kg/s
- Měrná spotřeba paliva (při max. výkonu): 0,581 lb.ehp.hr (0,353 4 kg.kW.h)
- Poměr hmotnosti ku výkonu: 0.665 lb/ehp (0,404 5 kg/ekW)